# チ・ソクジン
チ・ソクジン（「チ・ソクチン」、「ジ・ソクジン」とも）は、韓国のコメディアン、芸能人である。1992年歌手でデビューしたが、現在はRunning Manのメンバーとして有名である。2007年にはKBS芸能大賞ショー娯楽部門男優秀賞を受賞した。
あだ名はワンコ、デカ鼻アニキ。
韓国一の天才PDキムテホのMBC「遊ぶなら何する？」の企画でmsgwannabeのメンバーに選ばれ、「M.O.M」として活躍。最近は歳のせいか涙もろい。

## プロフィール
- 生年月日：1966年2月10日
- 身長：178cm
- 学歴：亜洲大学校経営学科